# Krzemieniewo (gmina)
Pour les articles homonymes, voir Krzemieniewo.
Krzemieniewo est une gmina rurale du powiat de Leszno, Grande-Pologne, dans le centre-ouest de la Pologne. Son siège est le village de Krzemieniewo, qui se situe environ 19 km à l'est de Leszno et 61 km au sud-ouest de la capitale régionale Poznań.
La gmina couvre une superficie de 113,9 km2 pour une population de 8 421 habitants en 2011.

## Géographie

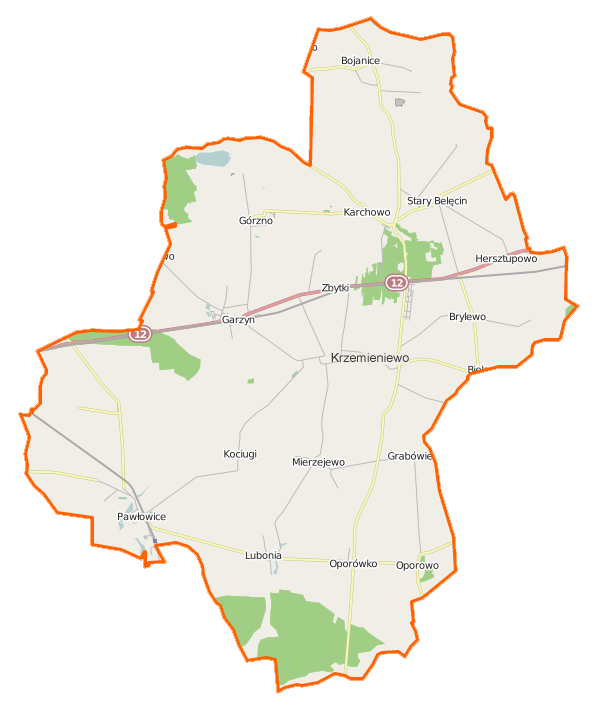
Plan de la gmina.

La gmina inclut les villages de:
- Bielawy
- Bojanice
- Brylewo
- Drobnin
- Garzyn
- Górzno
- Hersztupowo
- Karchowo
- Kociugi
- Krzemieniewo
- Lubonia
- Mierzejewo
- Nowy Belęcin
- Oporowo
- Oporówko
- Pawłowice
- Stary Belęcin
- Zbytki

### Gminy voisines
La gmina de Krzemieniewo est bordée des gminy de :
- Gostyń
- Krzywiń
- Osieczna
- Poniec
- Rydzyna

## Structure du terrain
D'après les données de 2010, la superficie de la commune de Krzemieniewo est de 113,19 km2, répartis comme tel :
- terres agricoles : 79%
- forêts : 13%

La commune représente 14,1% de la superficie du powiat.

## Démographie
Données de l'année 2010 :
| Description        | Total  | Total | Femmes | Femmes | Hommes | Hommes |
| ------------------ | ------ | ----- | ------ | ------ | ------ | ------ |
| Unité              | Nombre | %     | Nombre | %      | Nombre | %      |
| population         | 8 495  | 100   | 4 250  | 50     | 4 245  | 50     |
| Densité (hab./km²) | 75     | 75    | 37,5   | 37,5   | 37,5   | 37,5   |